# Miltos Kirkos
Miltiadis (Miltos) Kirkos, gr. Μιλτιάδης (Μίλτος) Κύρκος (ur. 1 kwietnia 1959 w Atenach) – grecki przedsiębiorca i polityk, poseł do Parlamentu Europejskiego VIII kadencji.

## Życiorys
Syn Leonidasa Kirkosa, greckiego lewicowego polityka.
Studiował inżynierię chemiczną w Rumunii na Uniwersytecie Aleksandra Jana Cuzy w Jassach. Pracował jako doradca w Parlamencie Europejskim, zajmował się także wdrażaniem programu nauki języka greckiego dla dzieci greckiej społeczności muzułmańskiej. Rozwinął własną działalność gospodarczą w zakresie produkcji i importu gier planszowych. Od 2010 był pracownikiem naukowym w Europarlamencie.
Działał w partii Demokratyczna Lewica. W wyborach w 2014 z powodzeniem wystartował z listy nowego ugrupowania To Potami, uzyskując mandat eurodeputowanego VIII kadencji.